# Agrinio
Agrinio (en griego: Αγρίνιο) es un municipio situado en la unidad periférica de Etolia-Acarnania. Según el censo de 2011, tiene una población de 94 181 habitantes.
Es el centro económico de la unidad periférica, aunque la capital es Mesolongi.
Los inicios de la ciudad se remontan al menos hasta la época de la Grecia Clásica. La ciudad antigua de Agrinium estaba a 3 km de la ciudad actual. Excavaciones arqueológicas han desenterrado muros y restos de edificios. Hasta 1836, la ciudad se conocía como Vrachori (Βραχώρι).
La mayoría de la población estuvo trabajando para la industria tabacalera por un largo periodo de tiempo, desde las últimas décadas del siglo XIX hasta finales del XX. Se fundaron grandes empresas tabacaleras, como Papastratos, Panagopoulos y Papapetrou. Además, la ciudad es conocida también por sus famosas aceitunas.

## Historia

### Antigüedad
Según la mitología, la ciudad fue construida por el rey Agrio, hijo de Portaón La ciudad estaba cerca del río Aqueloo, en la frontera natural entre Etolia y Acarnania, y por ello fue motivo de disputa entre ambos estados. En el 314 a. C. la ciudad estaba aliada con los acarnanios, que a su vez eran aliados de Casandro de Macedonia contra los etolios, que apoyaban a su rival Antígono. Poco después Agrinio fue conquistada por los etolios. Agrinio es mencionada también por Polibio como una de las ciudades cuyo territorio atravesó Filipo V de Macedonia mientras devastaba Etolia.

### Era otomana
La ciudad reflorece durante el dominio otomano bajo el nombre de Vrachori. Durante este periodo, griegos y turcos conviven en Agrinio. En 1585, la ciudad se quedó desierta durante la revuelta encabezada por Theodoros Migas. A principios del siglo XVIII se convirtió en capital de Etolia (por aquel entonces parte del sanjak de Karleli). Agrinio (por entonces Vrachori) se unió a la Revolución Griega y fue liberada temporalmente el 11 de junio de 1821. En agosto del año siguiente, mientras las tropas del pachá Reşid Mehmed marchaban contra Vrachori, los ciudadanos decidieron quemar y evacuar la ciudad como parte de una estrategia. La ciudad desierta fue capturada por los turcos. Agrinio se incluyó dentro de los bordes del nuevo estado griego el 9 de julio de 1832 con el Tratado de Constantinopla. Esto conllevó además la vuelta a su nombre antiguo, Agrinio.

### Era contemporánea
Los años siguientes a la liberación, Agrinio experimentó un importante crecimiento y desarrollo, especialmente a finales del siglo XIX y principios del XX. Tras la guerra greco-turca y la Catástrofe de Asia Menor, muchos refugiados procedentes de Asia Menor llegaron a la ciudad y se asentaron en el distrito de Agios Konstantinos. Además, hubo un importante flujo de inmigrantes a Agrinio procedentes del resto de Etolia, así como de Euritania y de Épiro.
Durante la entreguerra, las infraestructuras de la ciudad mejoraron. Ejemplos de ello son los pavimentos de las calles, y la instalación de flujo eléctrico, así como una cisterna instalada en 1930. Además, se comenzó a excavar la ciudad antigua de Agrinium. Tras la Segunda Guerra Mundial y la guerra civil griega, la prosperidad y el crecimiento volvieron a Agrinio. Este crecimiento se vio potenciado por la construcción de dos presas hidroeléctricas en Kremasta y Kastraki, al norte de la ciudad. Actualmente, la industria tabacalera y las olivas de Agrinio son las principales fuentes de ingreso para los habitantes.

## Clima
Agrinio disfruta de un típico clima mediterráneo con abundantes lluvias durante el corto invierno y altas temperaturas en verano, que en algunas ocasiones sobrepasan los 40°C (104°F).
El 4 de abril de 2007, varios terremotos azotaron la ciudad. El epicentro de estos terremotos era el lago Triconida al sureste de la ciudad. El primer terremoto tuvo lugar a las 2 de la madrugada y el segundo a las 6:00. Horas más tarde, una sucesión de pequeños terremotos afectaron a la ciudad a las 10:13, 10:14, 10:15 y 10:45. Estos últimos tenían una fuerza de 5.3, 5.4, 5.6 y 5.7 en la escala de Richter.  Los terremotos ocasionaron daños menores y no hubo víctimas. El 7 de junio de ese mismo año, una borrasca proveniente del sur y centro de Europa provocó grandes precipitaciones, que dieron lugar a inundaciones en la zona.
| Parámetros climáticos promedio de Agrinio                                                                  | Parámetros climáticos promedio de Agrinio | Parámetros climáticos promedio de Agrinio | Parámetros climáticos promedio de Agrinio | Parámetros climáticos promedio de Agrinio | Parámetros climáticos promedio de Agrinio | Parámetros climáticos promedio de Agrinio | Parámetros climáticos promedio de Agrinio | Parámetros climáticos promedio de Agrinio | Parámetros climáticos promedio de Agrinio | Parámetros climáticos promedio de Agrinio | Parámetros climáticos promedio de Agrinio | Parámetros climáticos promedio de Agrinio | Parámetros climáticos promedio de Agrinio |
| Mes | Ene.                                      | Feb.                                      | Mar.                                      | Abr.                                      | May.                                      | Jun.                                      | Jul.                                      | Ago.                                      | Sep.                                      | Oct.                                      | Nov.                                      | Dic.                                      | Anual                                     |
| --- | ----------------------------------------- | ----------------------------------------- | ----------------------------------------- | ----------------------------------------- | ----------------------------------------- | ----------------------------------------- | ----------------------------------------- | ----------------------------------------- | ----------------------------------------- | ----------------------------------------- | ----------------------------------------- | ----------------------------------------- | ----------------------------------------- |
| Temp. máx. abs. (°C)                                                                                       | 20                                        | 22                                        | 31                                        | 32                                        | 37                                        | 41                                        | 46                                        | 44                                        | 39                                        | 36                                        | 25                                        | 21                                        | 46                                        |
| Temp. máx. media (°C)                                                                                      | 13                                        | 14                                        | 17                                        | 22                                        | 26                                        | 31                                        | 34                                        | 34                                        | 31                                        | 24                                        | 18                                        | 14                                        | 34                                        |
| Temp. mín. media (°C)                                                                                      | 4                                         | 4                                         | 6                                         | 9                                         | 13                                        | 16                                        | 19                                        | 19                                        | 16                                        | 13                                        | 8                                         | 6                                         | 11                                        |
| Temp. mín. abs. (°C)                                                                                       | -3                                        | -3                                        | -2                                        | 1                                         | 6                                         | 11                                        | 13                                        | 11                                        | 10                                        | 2                                         | -2                                        | -5                                        | -5                                        |
| Precipitación total (mm)                                                                                   | 13                                        | 10                                        | 8                                         | 6                                         | 6                                         | 4                                         | 1                                         | 1                                         | 4                                         | 11                                        | 14                                        | 17                                        | 95                                        |
| Días de precipitaciones (≥ 31)                                                                             | 10                                        | 9                                         | 7                                         | 6                                         | 6                                         | 4                                         | 1                                         | 1                                         | 4                                         | 9                                         | 9                                         | 11                                        | 82                                        |
| Humedad relativa (%)                                                                                       | 80                                        | 75                                        | 69                                        | 67                                        | 65                                        | 61                                        | 53                                        | 54                                        | 62                                        | 73                                        | 81                                        | 81                                        | 68                                        |
| Fuente: http://web.archive.org/web/http://www.weatherbase.com/weather/weather.php3?s=27661&refer=wikipedia |                                           |                                           |                                           |                                           |                                           |                                           |                                           |                                           |                                           |                                           |                                           |                                           |                                           |

## Servicios

### Transporte
Agrinio está comunicado con el resto de Grecia gracias a la GR-5/E55, que pasa por la ciudad desde la década de los 60; y a la GR-38/E862, que lleva a Karpenisi y a Lamía, hacia el este. También hay rutas de autobús regulares que van a Atenas, Patras, Lamía, Tesalónica, Larisa, Kalamata, Halkida, Arta, Ioánnina, Vonitsa, Léucade, Ástaco, Anfiloquia, Mesolongi, Aitolikó, Paleomanina, Mytikas, Katouna, Valtos, Orfano, Makrounia, Termo y Stamna.

#### Aeropuerto Nacional de Agrinio
El Aeropuerto Nacional de Agrinio está situado cerca de la ciudad, en Dokimi. Su código IATA es AGQ y el ICAO, LGAG.

### Sanidad
Los principales servicios sanitarios se prestan en el Hospital General de Agrinio, localizado en la zona norte de la ciudad, al final de la Calle Kokkali. Otros servicios sanitarios se ofrecen en las clínicas generales "Ippokrateio" e "Igeia".

## Situación
Agrinio está situada al noroeste del puente Río-Antírio y Patras; norte de Mesolongi; noreste de Ástaco; sureste de Préveza; sur de Arta e Ioánnina; y suroeste de Karpenisi y Lamía.
| Noroeste: Stratós, Fytíes, Préveza | Norte: Lago Kastrakíos, Arta | Noreste: Prousós, Karpenisi |
| Oeste: Dokimios, Mar Jónico        |                              | Este: Aetópetra, Ámfisa     |
| Suroeste: Angelokastro, Astakos    | Sur: Etolikó, Mesolongi      | Sureste: Lago Triconida     |

## Municipio

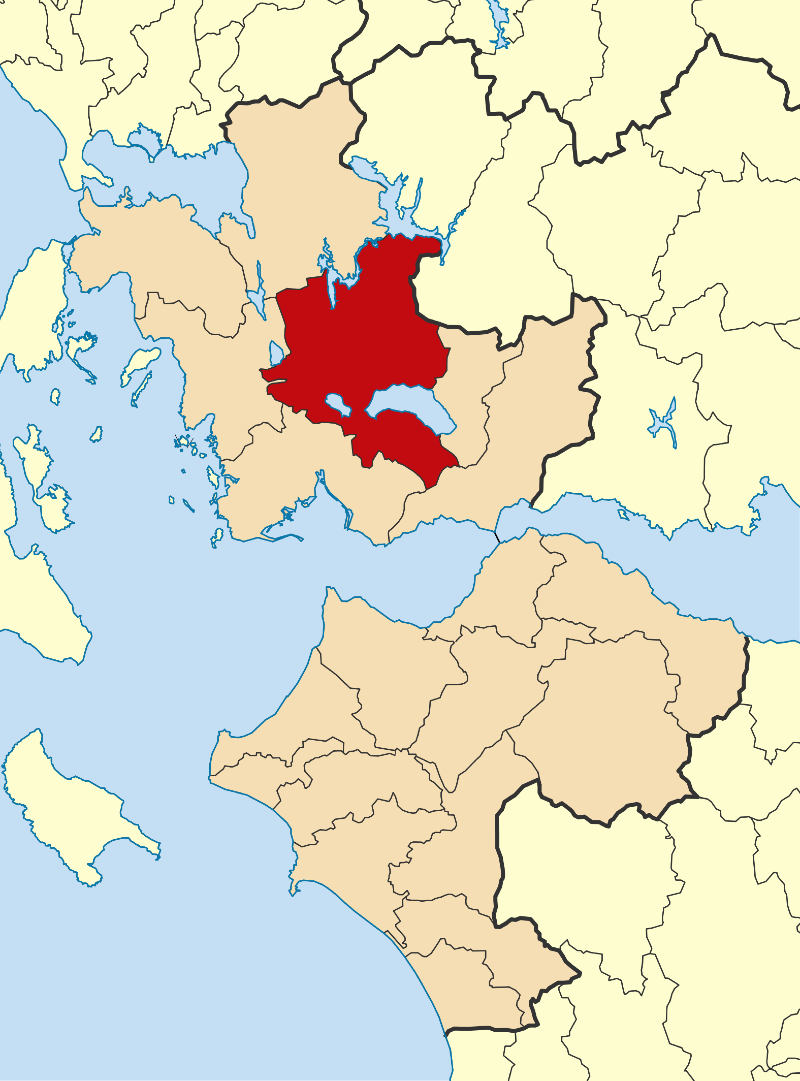
El municipio de Agrinio es uno de los municipios más grandes de Grecia.

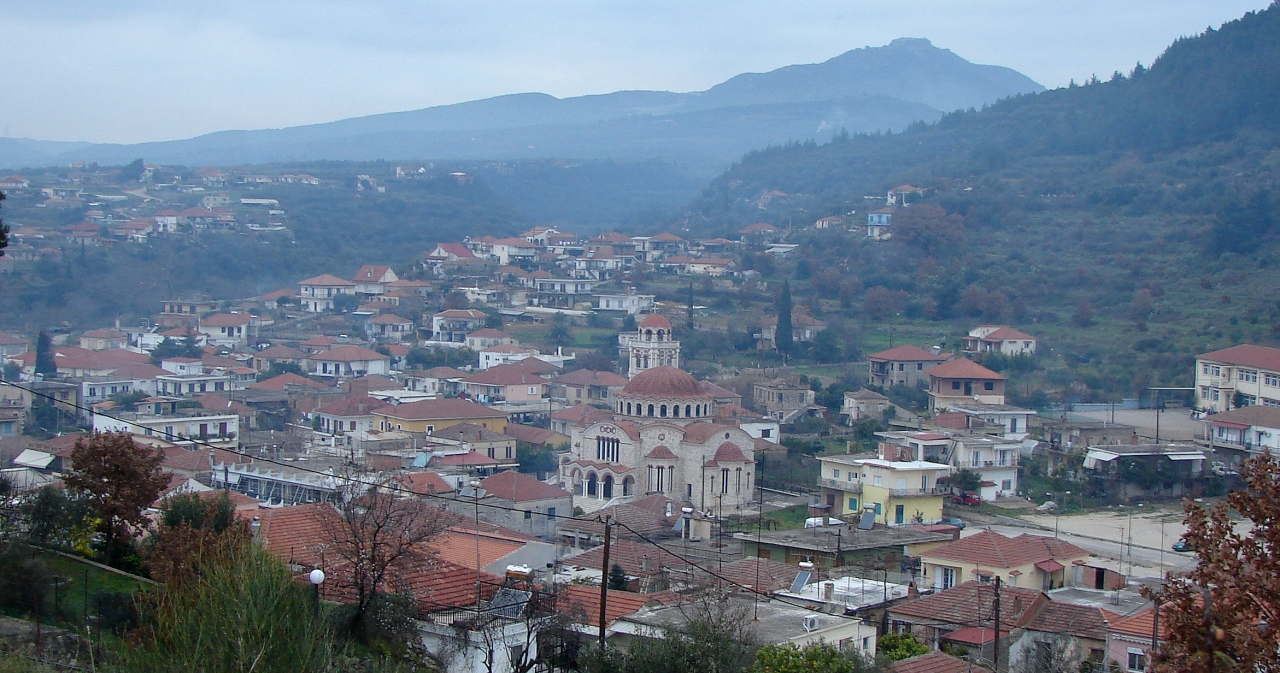
Paravola.

El municipio de Agrinio se formó en 2011 con el Plan Calícrates con la unificación de los 10 siguientes municipios, que pasaron a ser unidades municipalidades:
- Agrinio
- Angelokastro
- Arakinthos
- Makrineia
- Neapoli
- Panaitolikó
- Parakampilia
- Parávola
- Estrato
- Thestieis

### Unidad municipal de Agrinio
La unidad municipal de Agrinio (anterior municipio) se compone de las siguientes comunidades:
- Agios Konstantinos
- Agios Nikolaos Triconidos
- La ciudad de Agrinio
- Dokimi
- Kalyvia
- Kamaroula
- Skoutesiada

La ciudad de Agrinio se compone de la ciudad principal y los pueblos colindantes de Agios Ioannis Riganas, Akropotamos, Bouzi, Giannouzi, Diamanteika, Eleftheria, Lefka, Liagkaika, Pyrgi, Schinos y Strongylaika.

### Escudo de la ciudad
El escudo de la ciudad rememora un importante momento de la mitología griega. En el escudo aparece Heracles luchando contra el río Aqueloo en forma de dios. Según el mito, Hércules luchó con Aqueloo por la princesa de Calidón, ya que ambos la querían como esposa. Heracles ganó la batalla sobreponiéndose a las transformaciones de Aqueloo y se casó con la princesa. Según Estrabón, el mito simboliza la lucha de los etolios con el río en sus crecidas, que cuando acababan conseguían grandes terrenos de tierra cultivable.

## Población histórica

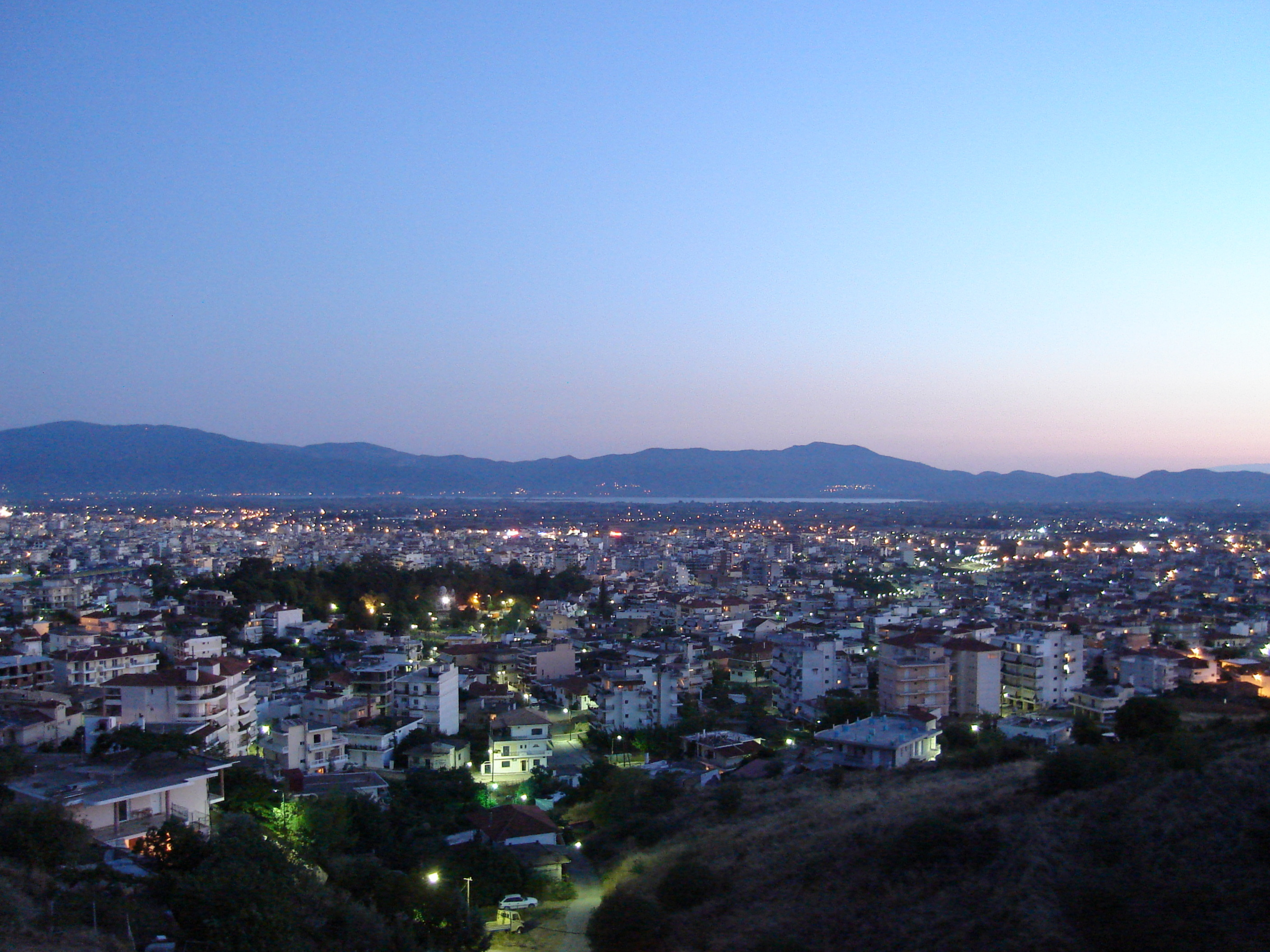
Vista aérea de Agrinio

| Año  | Ciudad | Municipalidad |
| ---- | ------ | ------------- |
| 1981 | 35.773 | 45.087        |
| 1991 | 39.638 | 52.081        |
| 2001 | 42.390 | 54.523        |

## Sitios de interés

### Yacimientos arqueológicos

#### Ciudad de Estrato
La ciudad antigua de Estrato está situada en Acarnania, al oeste del río Aqueloo. Fue capital de Acarnania y fue descrita por Tucídides como la "gran ciudad de Acarnania", así como Polibio hace mención al valle de Acarnania como el valle de Estrato. La ciudad está rodeada de una ciudad que protegía cuatro colinas altas y tres valles.
La zona estuvo habitada desde el periodo minoico. La ciudad de Estrato floreció durante el s. V a. C. En el 429 a. C., la ciudad fue conquistada por los espartanos, recuperada por los mismos en el 391 a. C., por los macedonios en el 263 a. C, por los etolios y, finalmente, por los romanos en el 188 a. C. Durante el dominio romano, la ciudad perdió importancia por la fundación de Nicópolis. Es uno de los yacimientos arqueológicos más importantes de la unidad periférica de Etolia-Acarnania.

##### Templo de Zeus estratio
Zeus estratio era el dios protector de Estrato. El templo fue construido al oeste de la ciudad, en lo alto de una colina fortificada. Se construyó entre el 338 y el 314 a. C. Se trataba de un templo de seis columnas dóricas, algo más grande que el templo ateniense de Hefesto. Actualmente se conservan las partes del norte y el este del monumento.

##### Teatro antiguo

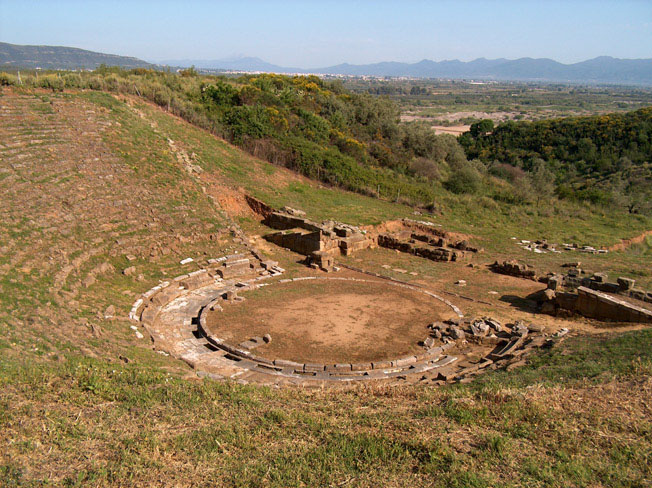
El teatro antiguo.

El teatro antiguo está situado cerca del mercado antiguo en una colina poco pronunciada y con vistas al río Aqueloo. Fue construido en el s. IV a. C. y está hecho de piedra caliza y arena. Aún se conservan partes de los asientos, así como partes de la plataforma y de los bastidores. Es el teatro antiguo más grande de Etolia-Acarnania. Fue localizado en 1805 por W. Leake; aunque las excavaciones no comenzaron hasta 1990 de la mano de L. Kolona.

#### Agia Tríada de Mavrikas
El templo de Agua Tríada de Mavrikas se construyó en el siglo IX cerca del lago Lisimachia. Actualmente, el templo está parcialmente hundido en el lago a causa de las modificaciones de la tierra. La Universidad de Ioannina está llevando la excavación y drenaje del templo para la conservación del monumento.

#### Fortaleza de Vlochos
La fortaleza de Vlochos está situada en la municipalidad de Thestia, a 688 m s. n. m. Está construida en lo alto de la colina homónima, en la cara occidental del monte Panaitoliko, donde estaba la ciudad antigua de Thestia, como muestran los restos de murallas del periodo helenístico que aún se conservan. La ciudad llevaba el nombre del mítico rey Thestios. Las murallas protegían la ciudad por el sur y el este de la acrópolis.
La fortaleza de Vlochos fue construida por los bizantinos y cedida posteriormente a Filipos de Taranta en 1294. Fue ocupada por los turcos en 1450 y abandonada más tarde. A principios del siglo XX, G. Sotiriadis, profesor de la Universidad de Atenas, llevó a cabo numerosas excavaciones en la fortaleza, así como en otros puntos de la municipalidad de Agrinio.
Justo debajo de la acrópolis de Thestia se encuentra el monasterio de Vlochos, dedicada a María Asunción (Koimisis tis Theotokou). En el monasterio hay numerosos edificios antiguos y relativamente recientes, entre los que destaca el templo de María Asunción, construido en el siglo XVIII. Se trata de una pequeña basílica son un tejado de madera labrado y con numerosos iconos.
El monasterio fue fundado en algún momento entre el final del siglo XII y principios del XIII. Según un documento de 1563, el monasterio fue reconstruido a mediados de ese mismo siglo. Cuando el monasterio se destruyó bajo órdenes del rey Othon, todas sus reliquias se llevaron al monasterio de Proussa. Actualmente, solo se conservan unas pocas de esas reliquias, entre las que figuran un evangelio y un sello del monasterio.

#### Voukatio

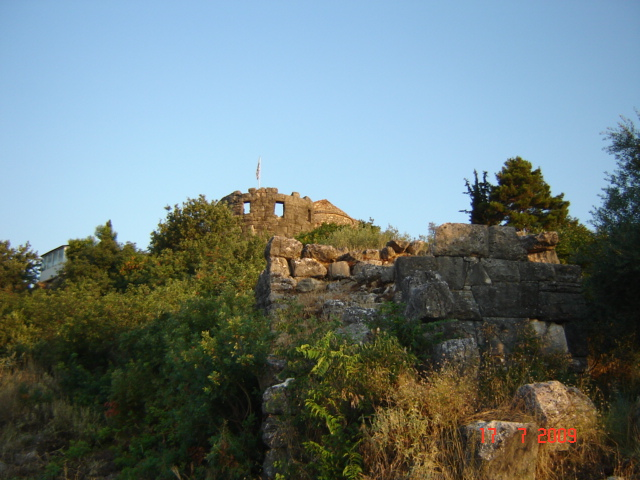
Las ruinas de Voukatio.

Al norte del lago Triconida se encuentran los restos de esta fortaleza situada en lo alto de una colina cerca de un cementerio y la iglesia bizantina de María de la Fortaleza. Esta fortaleza se conoce como "Voukatio". Las murallas fueron construidas en el siglo IV a. C., mientras que una torre semicircular y otras cuadradas fueron construidas durante el dominio bizantino. Lo que hoy permanece son las murallas de la acrópolis y partes de la ciudad antigua.

#### Mezquita de Megali Chora
La mezquita de Megali Chora está situada en el pueblo de Megali Chora y es una muestra de la presencia turca en la zona. la mezquita está en ruinas y solo su minarete se conserva en buen estado.

### Museos

#### Museo Arqueológico de Agrinio

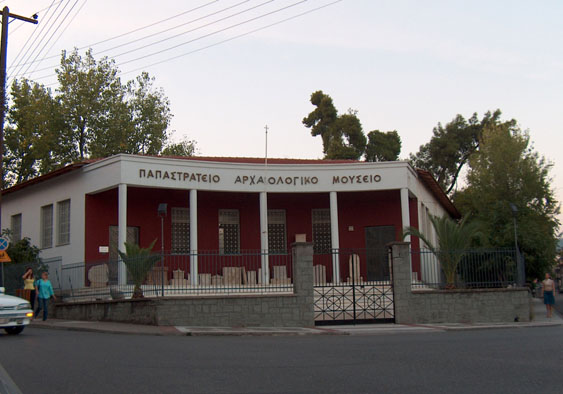
El Museo Arqueológico Papastreio.

El Museo Arqueológico de Agrinio se inauguró en 1969 con el dinero de los hermanos Papastratos. Está situado al suroeste del parque municipal y contiene piezas de todos los yacimientos arqueológicos de la unidad periférica. Los objetos expuestos abarcan desde el neolítico hasta el Imperio Romano.
En el patio del museo hay numerosas lápidas de piedra, así como dos estatuas de mujeres romanas del siglo II. En la primera sala pueden verse cerámicas de Sauria (actualmente Palaiomanina), vasos de los siglos III y IV y numerosos objetos del neolítico, entre los que hay joyería, piedras semipreciosas y ornamentos. Uno de los atractivos del museo son las tumbas micénicas de la antigua ciudad de Itoria. Además, pueden verse ánforas de Arsinoe (actual Angelokastro).
Otro punto interesante de la exposición es la inscripción de Athinodos en la pared izquierda de la primera sala, situada entre dos estatuas helenísticas de Afrodita. Una de las partes más interesantes de la exposición son un trípode de cobre muy bien conservado y la estela funeraria de Critolao con sus ornamentos, entre los que figura Heracles matando unas serpientes. Este último data del siglo II. También hay dos tumbas del siglo VII de Naupacto.
En la segunda sala del museo se exponen cantidad de objetos hechos de arcilla, figurines, dos hidrias y numerosos objetos de cobre del periodo micénico: hachas, lanzas, espejos, ganchos, etc. En la pared están los bustos de Meleagro, Afrodita, Eros, Heracles y otros personajes. En esa misma sala se encuentra la puerta de mármol de la tumba macedónica de Calidón.

#### Museo del Folklore de Agrinio
El Museo del Folklore de Agrinio fue fundado en 1977 por la Asociación de Mujeres Pan-Etolioacarnanias. Su colección incluye más de 1.500 objetos de Etolia-Acarnania y de otras partes de Grecia, que van desde 1821 y 1920.

### Lagos

#### Lago Triconida

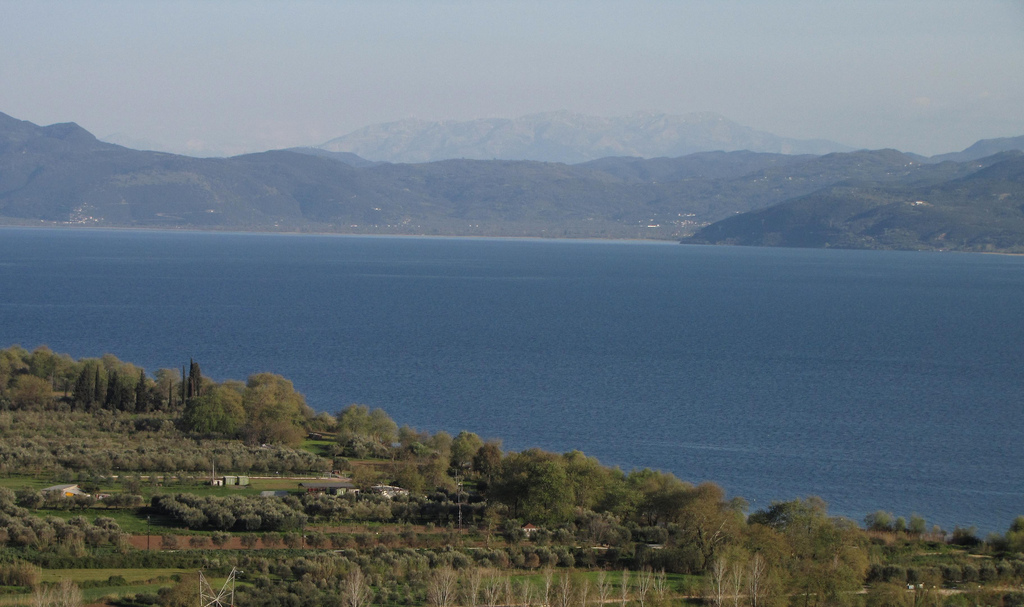
El lago Triconida.

El lago Triconida se formó hace 15-20 millones de años. Antiguamente, el lago Triconida fue parte de un extenso lago que cubría todo el valle de Agrinio. Además, es el lago más grande de Grecia (Véase la categoría Lagos de Grecia).
Según la tradición, en el lago hubo una ciudad que se hundió. Esta ciudad tenía tres grandes conos que dan nombre al lago (Tri - tres; y choni - cono). Según otra teoría (más aceptada), el nombre proviene de "Trichonio", una antigua ciudad situada a orillas del lago, cerca de Gavalous.
El lago Triconida cubre un área de 96,5km², tiene un perímetro de 51 km y 57 metros de profundidad. Al este hay unas montañas, mientras que el resto de las orillas del lago son planas, parecidas a las del mar. Alrededor del lago hay 5 municipalidades y 24 pueblos.

#### Lago Lisimachia

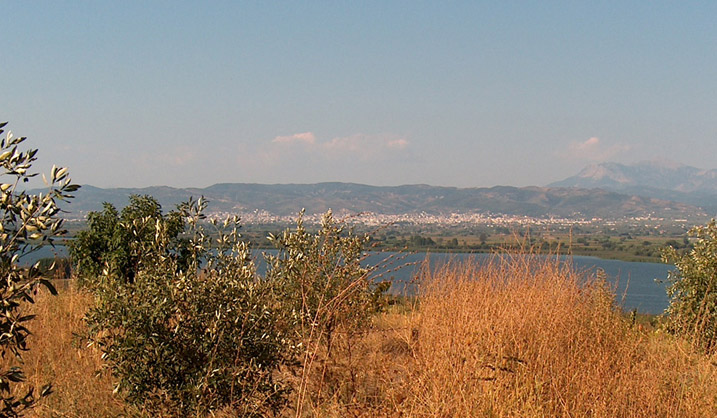
El lago Lisimachia con Agrinio al fondo.

El lago Lisimachia cubre un área de 13,2 km², tiene una anchura máxima de 17 kilómetros y una profundidad máxima de 9 metros. El río Ermitsa desemboca en el lago, así como las aguas del lago van a parar a la cuenca del río Aqueloo. Durante el invierno es hogar de muchas aves migratorias como Fulica atra y Anas platyrhynchos. Además, el lago tiene una gran variedad de peces y animales acuáticos, entre los que se encuentra la rara nutria europea.

### Presas

#### Presa de Kremaston

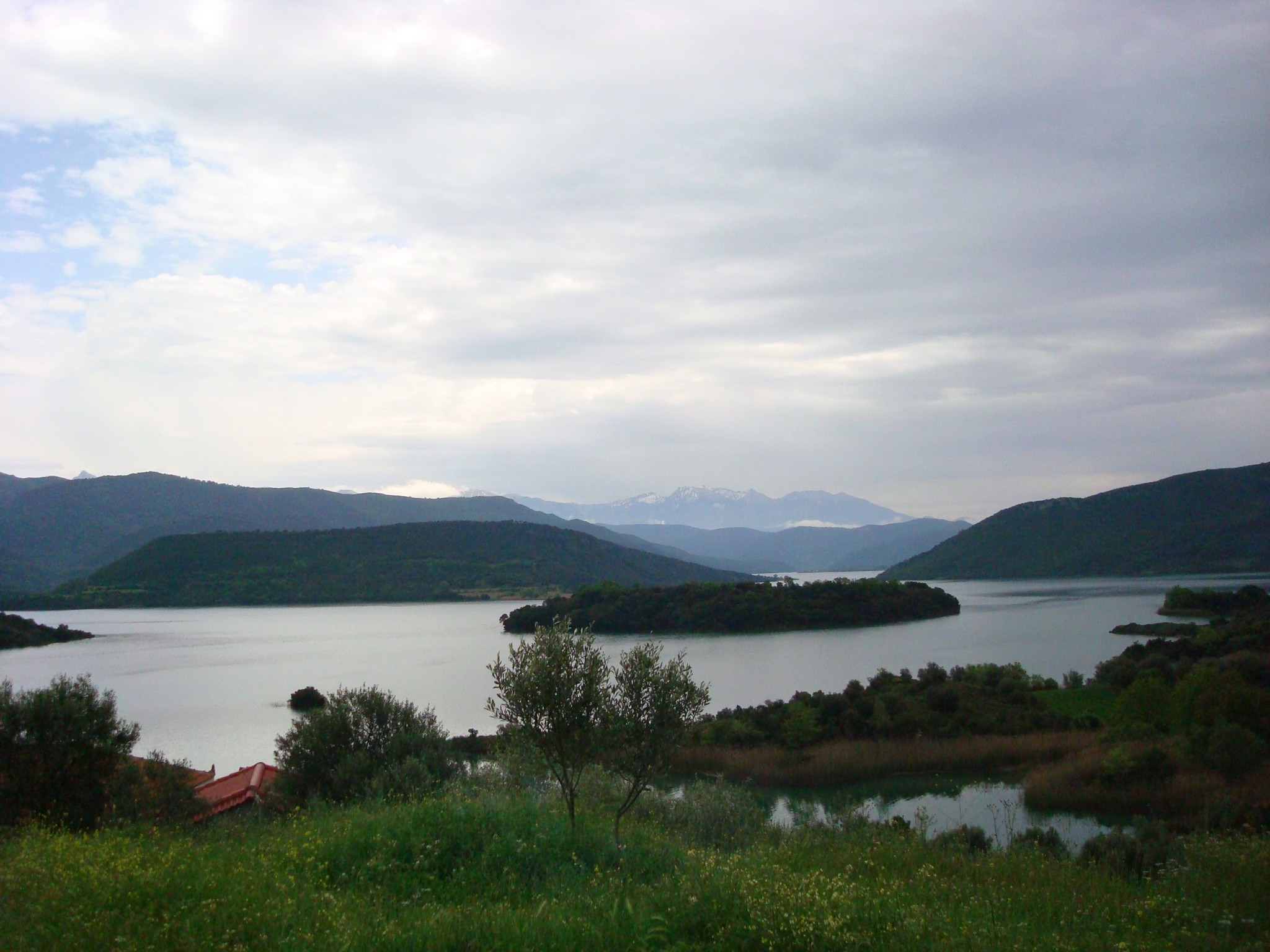
El lago de Kastraki.

La presa de Kremaston se empezó a construir en 1962 y se completó en 1966, cuando la estación hidroeléctrica se fundó. La construcción fue llevada a cabo por una empresa norteamericana. Es una de las presas hechas de tierra más grandes de Europa. La presa cuenta con una capacidad máxima de 8.130.000 m³ y mide 160 metros de alto. En la base de la presa se encuentra la estación hidroeléctrica de Kremaston. En ella, el agua es canalizada por cuatro tubos con capacidad para generar 109MW. La estación es inspeccionada regularmente.

#### Presa de Stratos
La presa hidroeléctrica de Stratos fue construida en 1989 y formó el lago artificial de Stratos, el cuarto lago del río Aqueloo.

#### Presa de Kastraki
La presa hidroeléctrica de Kastrati fue construida en 1969. Es la segunda presa del río Aqueloo. Mide 95 metros de alto por 530 de ancho. Dicha presa forma el lago artificial de Kastraki.

### Edificios históricos

#### Fábricas de tabaco

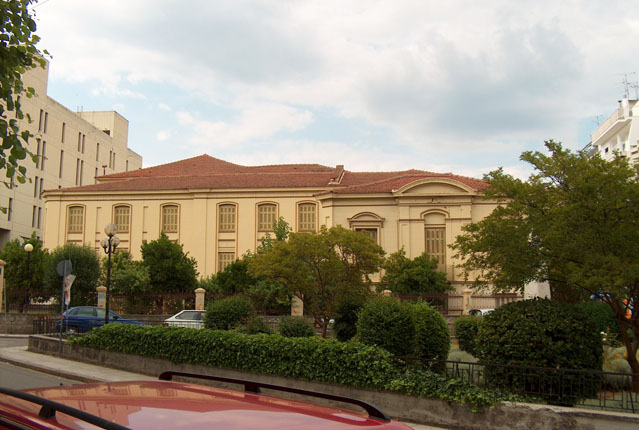
Las fábricas de tabaco.

Las fábricas de tabaco de Agrinio se diseñaron de manera que se tuviera luz a la hora de la manufacturación del producto en la segunda planta y sombra en los almacenes de la planta baja. Las hojas de tabaco aún sin procesar se dejaban en cajas de madera en la primera planta, donde había la luz suficiente como para evitar que se pudrieran. En las paredes de la primera planta había pequeñas ventanas, aunque lo suficientemente grandes como para permitir al aire entrar al edificio y pequeñas para eliminar la luz. El tabaco se procesaba en la segunda planta, donde había grandes ventabas que dejaban pasar la luz.
El interior de las fábricas de tabaco constaba de una única gran sala con tejados de madera. Estos edificios tan sólo tiene una entrada relativamente pequeña.

#### Mansión de Xynopoulos
La mansión de Xynopoulos es propiedad de la DEI. Es uno de los pocos edificios neoclásicos de Agrinio que ha sido restaurado que conserva su forma original. Se construyó en 1902 en la Meseta Panagopoulou.

#### Mercado Municipal de Agrinio
El Mercado Municipal de Agrinio se construyó en 1930 bajo el mandato de Anderas Panagopoulos y supervisado por Vasileios Kouremenos, un conocido mecánico y arquitecto por aquella época. El 3 de julio de 2008 se manejó la posibilidad de renovarlo y convertirlo en un centro cultural. Actualmente, esa renovación se está llevando a cabo.

### Otros

#### Parque Municipal de Agrinio
El parque municipal de Agrinio cubre un área de 54 hectáreas. El parque fue fundado en 1926, cuando la familia Papastratos compró el terreno en 1919. La familia Papastratos fue transformando gradualmente el terreno en el parque que es hoy. Actualmente, el ayuntamiento de Agrinio pretende ampliarlo. Según un estudio científico, en la ampliación del parque deberían plantarse árboles y flores de la región para preservar la vegetación de la zona. La ampliación sería de 12 hectáreas, entre las que habría que añadir zonas recreativas, jardines y caminos. Además, se plantará un jardín con plantas tabaqueras (símbolo de la región, ya que fueron cultivadas durante mucho tiempo en Agrinio) por su importancia en la historia de la ciudad.

#### Garganta de Kleisoura

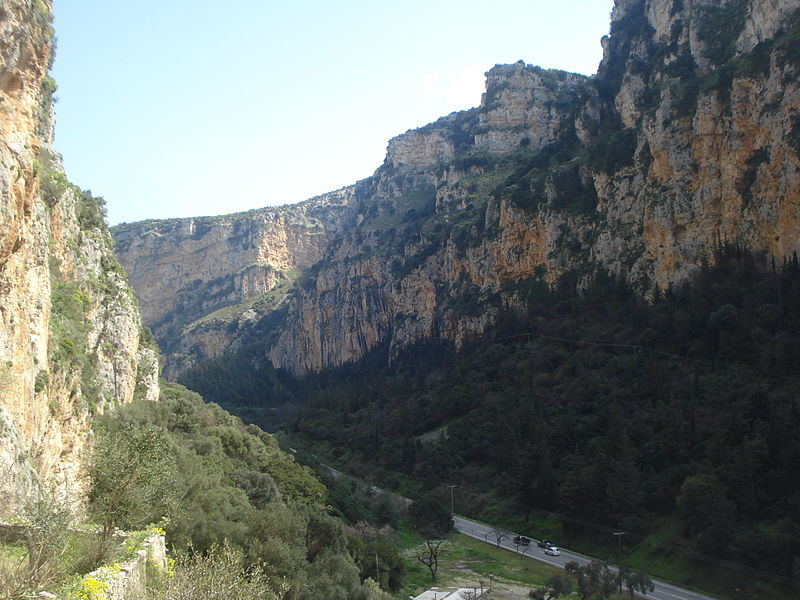
La Garganta de Kleisoura.

La garganta de Kleistura está situada a 15 kilómetros de Agrinio. La carretera nacional Antirrío-Agrinio pasa por ella. A la entrada de la garganta hay un aparcamiento con un peculiar kiosco de madera rodeado de pinos. Las garganta tiene una profundidad máxima de 150m. La garganta de Kleisoura es un buen sitio para escalar, especialmente en primavera y otoño y no muy recomendado en los periodos de lluvias o los días de verano muy calurosos.
La capilla de Panagiá Eleousa está excavada dentro de las rocas de la garganta. Una vez al año, se celebra el "Zoodochos Pigi", en el cual devotos ortodoxos acuden a la capilla. Un poco más abajo pueden verse un monasterio y los bustos de Kosmas Aitolios y Giannis Gounaris, que vivieron en el monasterio tras la liberación de Grecia del "yugo turco".
Entre la fauna y flora de la garganta se encuentran los Cercis siliquastrum y los Celtis australis. Además, más allá de la mitad de la garganta pueden encontrarse bosques de robles; y es el hogar de 12 tipos de aves rapaces, de las cuales 8 anidan en la garganta.

#### Río Aqueloo
El río Aqueloo es el segundo río más largo de Grecia con sus más de 200 kilómetros. El río comienza en el Épiro, en la montaña de Peristeri, al sur del Pindos y cruza todo la unidad periférica, pasando por el valle de Agrinio y llega hasta el golfo de Patras. La ribera del río cubre 5.572 km², recibe 1.620 mm de precipitaciones anuales y tiene un caudal de 939.160 m³ que da agua a 370.000 hectáreas dedicadas a la agricultura.

## Cultura

### Chalkounades
El Viernes Santo se celebra en Agrinio la "Chalkounapolemo" (guerra de fuegos artificiales), en las cuales participan los chalkounades en la plaza principal de Agrinio. Esta guerra tiene su origen durante la ocupación otomana, en la que los griegos utilizaban fuegos artificiales para, simbólicamente, echar a los musulmanes. Esta costumbre ha llegado a nosotros, y es muy popular en Agrinio desde que se crearon dos equipos para competir. Estos equipo son los de Agios Christoforos - Agia Tríada y Georgios; y de Agios Dimitrios - Panagiá y Evangelistria. Los preparativos comienzan 1 o 2 meses antes del Viernes Santo. Las chalkounia son explosivos de producción artesana, hecho con un tubo relleno con una mezcla de pólvora y otros elementos. Estos explosivos se prueban antes de la fiesta por seguridad.
Antiguamente, la chalkounapolemo se canceló por varios incidentes. En 1985 se propuso hacerla de nuevo, y desde entonces, se celebra todos los años apoyada por la municipalidad de Agrinio. Esta fiesta recuerda también a los rebeldes de 1821, que también usaron explosivos para la liberación de la ciudad. La chalkounapolemo es conocida en Grecia y está cubierta por los medios de comunicación.

### Centros culturales

#### Biblioteca Municipal Papastreío
La Biblioteca Municipal Papastreío se fundó en 1961 por los hermanos Papastratos, grandes donantes a la ciudad de Agrinio. En 1964, la librería abrió sus puertas al público. Estuvo en funcionamiento durante 20 años, hasta que en 1984, los hermanos Papastratos fundaron un moderno centro cultural junto al edificio antiguo, que incluye una librería y una galería de arte, en la que hay un exposición permanente de obras de Christos Capralos. Actualmente, el edificio antiguo de la biblioteca alberga el Museo Arqueológico.
En la biblioteca hay alrededor de 25.000 volúmenes, de los que gran parte son antiguos y raros. No obstante, la colección sigue creciendo con nuevos libros. La biblioteca cuenta con una sala de lectura y una sala de ordenadores, con 6 ordenadores públicos: tres de ellos con acceso a internet y los otros tres para personas con deficiencias mentales o visuales, así como un ordenador especial para ciegos. La biblioteca está actualmente abierta al público y cuenta con 2.810 socios.

#### Centro Cultural e Intelectual de Agrinio
El Centro Cultural e Intelectual de la Municipalidad de Agrinio se fundó en 1977 y es donde se organizan la mayoría de eventos y actividades de la municipalidad. En el Centro Cultural se imparten clases y organiza eventos culturales y festivales. Uno de los cometidos del centro es preservar la cultura y el folklore local. No obstante, también cuenta con obras de arte modernas.

##### Pintura
En el centro se imparten clases de pintura desde 1987. Actualmente, estas clases cuentan con 300 alumnos y organiza diferentes exhibiciones y concursos como el Festival Infantil de Pintura.

##### Danzas tradicionales
Las clases de danzas tradicionales se imparten desde 1977. Su objetivo es preservar las canciones y danzas tradicionales como una importante herencia cultural a las generaciones futuras. También organiza seminarios y charlas. La última semana de agosto se celebra un festival de danzas con la participación de grupos de dentro y fuera de Grecia. También cuenta con una colección de 100 trajes tradicionales. Los alumnos participan en distintos festivales y están siempre acompañados por una banda compuesta por instrumentos tradicionales.

##### Teatro
Las clases de teatro se han impartido desde la apertura del centro. La municipalidad de Agrinio fue una de las primeras del país en ofrecer clases de teatro tras la aparición de los teatros regionales. Su propósito es representar obras de teatro, pero también introducir a los alumnos en la expresión corporal y teatral.

##### Coro de niños
El coro de niños se formó en 1989 y acepta a niños mayores de años, que más tarde podrían participar en las actuaciones. El coro se centra en la interpretación de música griega tradicional.

##### Fotografía
Los cursos de fotografía se comenzaron a impartir en 1985. En ellos se inicia a los alumnos en el mundo de la fotografía y las películas. Además, hay una clase aparte de fotografía en blanco y negro y un pequeño estudio. Las clases comienzan en octubre y acaban en mayo. Al final de cada curso se organizan exhibiciones.

#### Teatro regional de Agrinio
El teatro regional y municipal de Agrinio se fundó en 1981 y fue el primer teatro municipal de Grecia. En el teatro se representan prestigiosas obras teatrales y se imparten clases de teatro para niños, adolescentes, adultos y profesores. Para promoverlo, el teatro regional ha abierto nuevos espacios para dar cabida un mayor número de representaciones y cursos.

## Deporte

### Centro deportivo municipal de Agrinio
El centro deportivo municipal de Agrinio está situado en la región de Voidolivado y es el mayor espacio deportivo de la unidad periférica. Su construcción comenzó en 1959, con un coste de 90.000.000 de dracmas y una duración de 22 años. Actualmente cubre un área de 75 hectáreas. La primera competición en el centro se celebró en 1968, y desde entonces se celebran numerosas competiciones cada año, entre las que destacan el Campeonato Europeo de Voleyball Femenino de 1990 y la Copa de los Balcanes de Balonmano de 1997.

### Panaitolikos
El Panaitolikos (en idioma griego: Παναιτωλικός, "Panetolicós") se fundó en 1926 para promover el deporte entre la gente joven como parte de su educación. El club da prioridad a la educación de los niños pobres y fundó escuelas para su formación. Por ello, el club comenzó a ser conocido no solo por sus logros deportivos en una época difícil para Grecia. Actualmente, el Panaitolikos es muy respetado y apoyado en Agrinio. Recientemente se han formado equipos de baloncesto, voleyball y otras modalidades deportivas. En la temporada 54-55 fue catalogado como uno de los seis mejores clubes deportivos de Grecia.

### Competición Navideña de Natación
La Competición Navideña de Natación se organiza unos cuantos días antes de Navidad y es una de las competiciones deportivas más importantes de Agrinio. La primera competición tuvo lugar en 2007 en el Centro Municipal de Deportes Michalis Kousis. Esta competición reúne a los más conocidos nadadores griegos, como Romanos Alyfantis, que batió el récord de Grecia en 2007.

## Personalidades

### Alcaldes
- Georgios Baibas (1899 – 1907)
- Andreas Panagopoulos (1925 – 1934 y 1951 – 1952)
- Dimitrios Votsis (1934 – 1941)
- Anastasios Panagopoulos (1964 – 1967)
- Stelios Tsitsimelis (1975 – 1986)
- Giannis Vainas (1986 – 1994)
- Thimios Sokos (1994 – 2006)
- Pavlos Moscholios (2006 – actualidad)